# Avocatorium
Das Avocatorium (oder Avokatorium, Abberufungsschreiben; lateinisch Literae avocatoriae, französisch Lettre de rappel) ist im Staatsrecht ein veraltetes Wort für ein von Kaisern, Königen oder Regierungen ausgestelltes Schriftstück, das bestimmte Personen oder ganze Bevölkerungsgruppen aus dem Ausland zurückrief.

## Arten
Anlass konnten diplomatische Konflikte mit einem Staat sein, dann betraf das Abberufungsschreiben Botschafter und Gesandte, oder auch Soldaten und Bevölkerung. Im Falle des diplomatischen Abberufungsschreibens wird dieses vom Gesandten während der Abschiedsaudienz übergeben.
Im 19. Jahrhundert kamen Avokatorien nur noch insofern vor, als die Regierungen zuweilen bei bevorstehendem Friedensbruch ihre in Feindesland lebenden Untertanen auf die Schutzlosigkeit, welcher sie dort preisgegeben sind, durch Avokatorien aufmerksam zu machten.

## Heute
Avokatorien in diesem Sinne gibt es heute nicht mehr; in Krisengebieten oder nach Abbruch der diplomatischen Beziehungen werden allerdings auch heute noch die Angehörigen der jeweiligen Nationen auf freiwilliger Basis durch die Botschaften evakuiert.
Heute betrifft das Abberufungsschreiben ausschließlich die Abberufung von Botschaftspersonal.